# Mentmore Towers

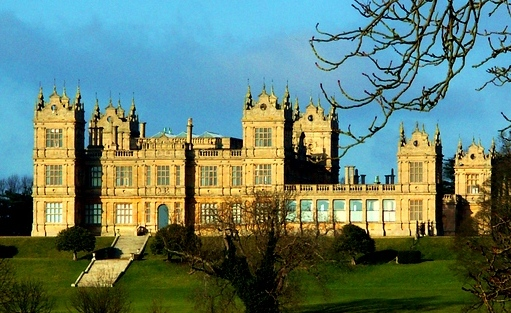
Vista geral de Mentmore Towers.

A Mentmore Towers é um grande palácio rural inglês, em estilo neo-renascentista, na vila de Mentmore, no Buckinghamshire. Tomou o nome da vila na qual está localizada, e de numerosas torres e pináculos. Historicamente foi sempre conhecida apenas como Mentmore, e pela população local como a Mansão, como é o caso da vizinha Tring Park. De qualquer forma, o nome Mentmore Towers prevaleceu e é por esse nome que é conhecida actualmente. Um dos mais antigos proprietários da casa, Lord Rosebery, disse uma vez: "Mentmore Towers soa como uma casa de segunda categoria". Esta casa é um listed building classificado com o grau 1.

## A era Rothschild
Mentmore Towers foi construida entre 1852 e 1854 pelo Barão Mayer Amschel de Rothschild, que precisava de uma casa próximo de Londres e de outras casas Rothschild, como Tring Park no Hertfordshire e mais tarde Waddesdon Manor e Halton House, no Buckinghamshire, além das propriedades que possuíam em Ascott e Aston Clinton, igualmente no Buckinghamshire. Desde 1846 que ele comprava terras lentamente, nesta área. De qualquer forma, foi somente em 1850 que ele comprou o solar e o direito de nomear o padre de Mentmore, por 12.400 libras, aos depositários da família Harcourt.
Os planos para a nova mansão, que começaram em 1852, imitaram Wollaton Hall, em Nottingham. Foram desenhados pelo arquitecto Joseph Paxton, famoso pelo Palácio de Cristal. Este arquitecto inspirar-se-ia pouco tempo depois em Mentmore Towers para desenhar o Château de Ferrières, a pedido do Barão James de Rothschild, um primo do Barão Mayer Amschel de Rothschild, do ramo francês do família Rothschild.
A antiga mansão, com a sua fachada em estilo Georgiano tardio, que fora construída pela família Wigg no século XVI, tornou-se conhecida como a Casa do Jardim, a casa do jardineiro-chefe dos Rothschild; mais tarde tornou-se Gabinete de Estado. Actualmente (2004) é uma vez mais o solar da vila.

## A era Rosebery

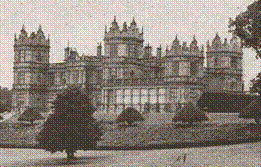
Mentmore Towers cerca de 1914.

O Barão e a sua esposa não viveram muito tempo, depois da conclusão de Mentmore Towers. Depois do falecimento da Baronesa o palácio foi herdado pela sua filha Hannah Primrose, mais tarde Condessa de Rosebery. Em sequência da sua morte em 1890, aos 39 de idade, devido a uma doença renal, Mentmore Towers tornouse a casa do viúvo, Archibald Philip Primrose, 5º Conde de Rosebery, mais tarde Primeiro-Ministro durante dois anos, entre Agosto de 1892 e Março de 1894. No final da década de 1920 o 5º Conde doou a propriedade ao seu filho Harry Primrose, Lord Dalmeny, que em 1929, depois da morte do seu pai, se tornou o 6º Conde de Rosebery.
Ambos os Condes criaram vencedores de clássicas corridas de cavalos nas duas coudelarias da propriedade, incluindo cinco vitórias do Epsom Derby. Os cavalos vencedores foram Ladas, Sir Visto e Cicero da coudelaria Crafton Stud; e Ocean Swell e Blue Peter da coudelaria Mentmore Stud. Ambas as coudelarias estavam próximas do palácio e juntas com o pátio do estábulo foram desenhadas pelo arquitecto George Devey, que também desenhou muitas das casas de lavrador das aldeias pertencentes à propriedade de Mentmore, Crafton e Ledburn.
Durante a Segunda Guerra Mundial, a carruagem usada na coroação dos reis de Inglaterra, a Gold State Coach, foi transferida para Mentmore para a proteger dos bombardeamentos alemães.
Depois da morte do 6º Conde, em 1973, o governo Trabalhista de James Callaghan recusou-se a aceitar o conteúdo da casa em lugar dos impostos de sucessão, o que poderia ter transformado a casa num dos mais refinados museus de mobiliário da Europa, objets d'art e arquitectura da Era vitoriana. O governo ofereceu 2.000.000 de libras pela casa e conteúdo, mas declinou. Depois de três anos de discussões infrutíferas, os executores da propriedade venderam o conteúdo em hasta pública por mais de 6.000.000 de libras. Entre as pinturas vendidas estavam trabalhos de Thomas Gainsborough, Joshua Reynolds, François Boucher, Drouais, Moroni e outros artistas conheidos, além de mobiliário de Jean Henri Riesener e Chippendale. Também estavam presentes objectos de prata e ouro alemãs e russas, e ainda esmaltes de Limoges. Esta colecção Rothschild/Mentmore foi considerada uma das mais refinadas de sempre, a estar presente em mãos privadas, só superada pelas colecções das famílias reais russa e britânica.

## Centro de Meditação Transcendental
A casa vazia, inalterada desde o dia em que foi concluída, foi vendida em 1977 por 220.000 libras a Maharishi Mahesh Yogi, fundador do Movimento de Meditação Transcendental. Mais tarde, durante as décadas de 1980 e 1990, o movimento fez de Mentmore o quartel-general britânico do seu braço político, o Natural Law Party (Partido da Lei Natural).
Entre 1977 e 1979 uma mão cheia de membros da Meditação Transcendental viveram ali, até que no início de 1979 Maharishi mudou cerca de uma centena de jovens homens, todos professores do movimento, para a propriedade. Mentmore foi estabelecida como a sede no Reino Unido do Governo Mundial para a Era do Esclarecimento e usado para lançar pontos de estabelecimento de parlamentos na maior parte das grandes cidades britânicas. Durante aproximadamente três anos, entre 1979 e 1982, o palácio viu um imenso nível de actividade com numerosos banquetes para cortejar os ricos e famosos do Reino Unido. Nas antigas alas da criadagem foram construídos vários laboratórios e usados para a pesquisa da Meditação Transcendental. Estes operaram sob o nome de "Universidade Europeia de Pesquisa Maharishi", ou MERU. Decorreram várias séries de seminários, visando inspirar académicos, principalmente de Oxford e de Cambridge, para fazerem pesquisa em Meditação Transcendental. Oradores convidados, incluindo o Nobel Laureado Brian Josephson, o Professor Ilya Prigogine, Hans Eysenck, e muitos outros académicos de renome internacional.
Em 1982 o papel de Mentmore mudou, para se transformar na sê da Universidade da Lei Natural". Alguns anos depois foi novamente transformada, para ser a sede nacional do Natural Law Party. Em busca de fontes de rendimento, o movimento recorreu a diverse negócios a partir de Mentmore (incluindo o fabrico de bombons, venda de vestuário de seda, acolhimento de concertos de música clássica e o uso do palácio para cenas de filmes. Depois de 1982 o número de membros a residir em Mentmore diminuiu para cerca de trinta, até que o edifício foi vendido.

## Futuro como hotel

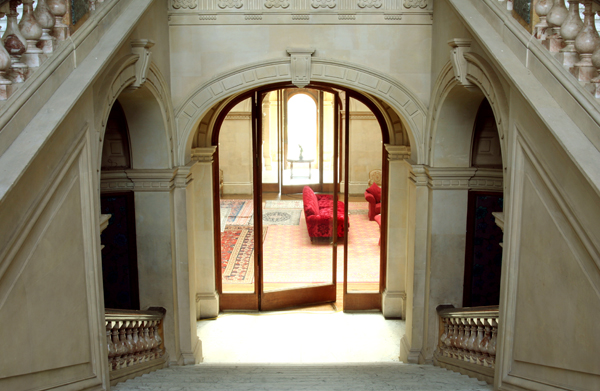
A escadaria, com vista para o átrio.

Em 1997 Mentmore Towers foi vendido a uma companhia, propriedade de Simon Halabi, passando a designar-se Mentmore Towers Ltd. O novo dono planeia restaurá-lo para torná-lo num hotel de luxo com 101 suítes, incluindo 62 numa nova ala a construir numa ladeira abaixo da casa. De qualquer forma, em Setembro de 2004 um residente local conseguiu uma proibição de última hora, pelo Supremo Tribunal de Justiça, impedindo que a s obras continuassem, até que uma revisão judicial se certificasse que as licenças obedeciam aos procedimentos correctos. Em Março de 2005 o Supremo Tribunal de Justiça concluiu que as licenças emitidas pelas autoridades de Aylesbury Vale eram incontestáveis e tinham valor legal.

## Local de filmagens
Nos últimos anos o palácio apareceu em vários filmes, sendo o mais memorável Eyes Wide Shut com Tom Cruise e Nicole Kidman.
Outros filmes que usaram o local foram os filmes de Terry Gilliam Brazil e A Múmia. Em Batman Begins, Mentmore Towers foi usada como a gótica Wayne Manor. As Spice Girls gravaram o videoclipe goodbye no local, em 1999, na grande escadaria de mármore. Serviu ainda de local de filmagem do videoclipe "Only If…", de Enya. Também apareceu de forma destacada no filme "Slipstream", de 1989.